# Борхерс, Герман
Герман Борхерс нем. Hermann Borchers; 5 декабря 1910, Райнсторф, Люнебург — 31 августа 1974, Берлин) — немецкий офицер войск СС, Штурмбаннфюрер СС, командир 1-го батальона 19-го моторизованного полка СС 9-й танковой дивизии СС «Хоэнштауфен». Кавалер Рыцарского креста Железного креста (16 октября 1944).
Старший брат пилотов люфтваффе Адольфа и Вальтера Борхерс, также кавалеров Рыцарского креста Железного креста.

## Служба
- 20 апреля 1937 — Унтерштурмфюрер СС
- 1 мая 1937 — Лейтенант полиции
- 9 ноября 1938 — Оберштурмфюрер СС и Обер-лейтенант полиции
- 30 января 1940 — Гауптштурмфюрер
- 9 ноября 1944 — Штурмбаннфюрер СС

## Награды
- Крест «За военные заслуги» (Германия) 2-й степени с мечами (36 января 1941)
- Железный крест 2-го и 1-го классов (28.4.1941 и 8.7.1944)
- Рыцарский крест Железного креста (27 июля 1944)